# Jonathan Massacand
Jonathan Massacand, né le 26 février 1984 à Morges, est un nageur suisse qui a notamment participé aux Jeux olympiques d'été de 2008.

## Palmarès
- Jeux olympiques d'été 2008 - 100 mètres dos : 27e et améliore le record de Suisse
- Jeux olympiques d'été 2008 - 200 mètres dos : 32e
- Championnats d'Europe 2012 - 50 mètres dos : 20e
- Championnats d'Europe 2012 - 100 mètres dos : 23e
- Championnats d'Europe 2012 - 200 mètres dos : Abandon
- Championnats d'Europe 2012 - 100 mètres papillon : 41e
- Championnats d'Europe 2012 - Relais 4 x 100 m 4 nages : 16e